# باشگاه فوتبال تورینو
باشگاه فوتبال تورینو که در تاریخ ۳ دسامبر ۱۹۰۶ تأسیس شد، یک باشگاه فوتبال ایتالیایی در شهر تورین است که در سری آ رقابت می‌کند. این باشگاه در دهه چهل میلادی، قهرمان بلامنازع کشور ایتالیا محسوب می‌شد.
جدال این تیم با یوونتوس به «دربی دلا موله» مشهور است.

## اطلاعات اصلی باشگاه
- مؤسس باشگاه: هانس اشونبورگ
- ورزشگاه: المپیک تورین
- اولین قهرمانی در سری آ: ۱۹۲۷
- افتخارات: ۷ قهرمانی سری آ و ۵ قهرمانی کوپا ایتالیا
- طراح لباس:ASICS
- اسطوره همیشگی:فرانچسکو گراتزیانی
- بهترین گلزن: پائولو پولوچی ۱۳۴ گل
- بیشترین بازی: جورجیو فرینی ۴۰۵ بازی
- بیشترین گل در یک فصل: والنیتو ماتزولا
 فصل ۴۷–۱۹۴۶ با ۲۹ گل

## چگونگی تأسیس باشگاه
نخستین سنگ بنای باشگاه تورینو در سال ۱۸۹۱ یعنی پیش از احداث باشگاه یوونتوس با تأسیس باشگاه «اینترناسوناله تورینو» گذاشته شد. اینترناسوناله در سال ۱۸۹۷با تیم دیگری به نام «تورینه زه» ترکیب شدند و باشگاهی به نام «تورینه زه» را به وجود آوردند. ۹ سال بعد در سال ۱۹۰۶ این باشگاه همراه با تعدادی از بازیکنان شورشی یوونتوس وبا ریاست «هانس اشونبورگ» که یکی از مهاجرین سوئیسی بود باشگاه فوتبال تورینو را تأسیس کردند.

## ۱۹۱۰–۲۰
تاریخ ارغوانی‌ها همیشه با حسرت همراه بوده است؛ مثلاً در سال ۱۹۱۵ در آستانه دیدار سرنوشت ساز تورینو با جنوا، جنگ اول جهانی آغاز شد و از آنجا که تورینو به عنوان یک شهر شمالی بسیار به جبهه ایتالیا –اتریش نزدیک بود فعالیت‌های عادی آن به حالت معلق درآمد و بازی نهایی برگزار نشد تا عنوان جنوا تمدید شود و نخستین قهرمانی از دست ارغوانی‌ها برود.

## ۱۹۲۰–۳۰
تورینو تا فصل ۲۷–۱۹۲۶ از مدعیان همیشگی لیگ ایتالیا بود ولی نتوانست در این سال‌ها به مقام قهرمانی برسد.
در فصل۲۷–۱۹۲۶ تورینو توانست قهرمانی ایتالیا را به نام خود کند ولی فدراسیون ایتالیا به اتهام بند وبست و ناهمخوانی بیلان مالی باشگاه، عنوان را باطل کرد و تیم دوم را رسماً قهرمان اعلام کرد. این حادثه همچنان یکی از نقاط عطف تاریخ تورینو قلمداد می‌شود و هواداران با اشاره به اینکه قهرمانی نخست باشگاه در همان سال ۱۹۲۷ بوده است، آن را به کنایه «عنوان اول و عنوان هشتم» برمی‌شمردند. البته گاوهای خشمگین از حرکت نایستادند و فصل بعد نخستین قهرمانی رسمی را جشن گرفتند.

## ۱۹۳۰–۴۰
این دهه با افت تورینو همراه بود به‌طوری‌که ارغوانی‌ها برای اولین بار در تاریخ خود در رده چهاردهم لیگ ایتالیا قرارگرفتند. هر چند در نیمه دوم این دهه تورینو خود را بازیافت و برای اولین بار در فصل ۳۶–۱۹۳۵ قهرمان کوپا ایتالیا شدند ولی تا دهه چهل تورینو دیگر بار زیر سایه سیاه و سپیدهای یوونتوس رفت.

## ۱۹۴۰–۵۰
بار دیگر جنگ جهانی سرنوشت تورینو را عوض کرد و این بار این تحول مثبت بود به‌طوری‌که گراناتا (ارغوانی‌ها) از ۱۹۴۲تا۱۹۴۹ قهرمان بلامنازع فوتبال ایتالیا بودند.
این دوران که یکی از دوره‌های سیاه تاریخ معاصر ایتالیا قلمداد می‌شود، برای باشگاه تورینو"عصر طلایی"محسوب می‌گردد. مردم تورین که به خاطر ارتباط نزدیک فرهنگی با دنیای خارج به خصوص با فرانسوی‌ها و سوئیسی‌ها دارند شهر خود را یکی از جوامع پیشروی ایتالیا می‌دانستند در دوران جنگ جهانی دوم این پیشتازی را ثابت کردند.
داستان پرافتخار تیم و آنچه آن‌ها را به تورین بزرگ تبدیل کرد از سال ۱۹۳۹ آغاز شد. هنگامی که فروجو نوو به عنوان مدیر جدید باشگاه گروهی از ستارگان فوتبال را را در کنار هم جمع کرد.
آغاز افتخارات گاوهای نر آلپ در فصل ۴۳–۱۹۴۲ بود. تیمی مستعد که تحت مربیگری "آنتونیو جانی" رشد یافته بود سرانجام در این فصل انتقام عمده مردم تورین از فاشیسم موسولینی را گرفت و عصری باشکوه را آغاز کرد که حتی برتری یک جانبه یوونتوس در نیمه ابتدایی دهه سی و تحت حمایت فاشیست‌ها را هم زیر سایه برد. از بد حادثه در اوج آمادگی تیم تورینو، موسولینی دیکتاتور ایتالیا به بهانه اوجگیری جنگ جهانی دوم و اعزام نیرو به خطوط مقدم دستور تعطیلی لیگ را صادر کرد. پس از آن ایتالیا در بحران‌های ناشی از مغلوبه شدن جنگ فرورفت؛ ولی تورینی‌ها که دو سال تمام انتظار شروع مجدد لیگ را می‌کشیدند به آرزوهایشان رسیدند و بار دیگر تیمشان را با مربیگری «لوئیجی فررو» راهی میدان‌ها افتخار ساختند. از ۱۹۴۵ تا ۱۹۴۹ تورینو قهرمان بلامنازع سری آ بود. ضمن اینکه شاگردان «لوئیجی فررو» تیم ملی فوتبال جدید ایتالیا را قبضه کرده بودند. تیمی که با پایان یافتن دوران فاشیسم پیراهن سیاه از تن درآورده و همان پیراهن زیبای لاجوردی ملقب و مشهور "اتزوری"را جایگزین ساخته بود و همین موضوع سبب محبوبیت ملی پوشان جدید شد، طوری‌که بازیکنی مثل" والنتینو ماتزولاً علی‌رغم اینکه افتخاری ملی کسب نکرد و تنها با تورینو سابقه قهرمانی داشت به یک قهرمان ملی تبدیل شد.
با چیگالوپو، بالارین، ماروزو، کاستیلیانو، ریگامونتی، گرزار، منتی، لویک، گابتو، ولنتینو ماتزولا و اوسولا یازده بازیکنی بودند که پنج اسکودتوی پیاپی تورینو را از فصل ۱۹۴۲تا فصل ۱۹۴۹ برای این تیم به ارمغان آوردند اما دوران کاری پرافتخار آن‌ها به تراژدی ۴ می۱۹۴۹ ختم شد.

## ۶۰–۱۹۵۰
تورینو سوخت و از خاکسترش تیم جوانی به نام یوونتوس متولد شد. آن‌ها آنقدر مقتدر ماندند تا بانوی پیر ایتالیا نام گرفتند. دهه پنجاه میلادی چیزی مانند کابوس برای هواداران تورو بود. تیمی که قبل از فاجعه سوپرگا قدرت اول ایتالیا و اروپا محسوب می‌شد حالا برای فرار از سقوط می‌جنگید. تورینو در نهایت پس ار یک دهه کش و قوس در فصل ۶۰–۱۹۵۹ به سری ب سقوط کرد؛ ولی آن‌ها به کمک طرفداران بی‌نظیر خود یک فصل پس از سقوط به سری آ بازگشتند.

## ۷۰–۱۹۶۰
در این دهه قلب تورینو دوباره شروع به تپیدن کرد. هنگامی که «اورفئو پیانلی» ریاست باشگاه را به عهده گرفت و «نرئو روکو» مربی موفق میلان را به سرمربیگری تورینو برگزید. روکو بعد از اینکه میلان رو به قهرمانی اروپا رساند، رهبری تورینو را به‌دست گرفت و مشغول ساختن تیمی قدرتمند بود، تیمی که سرانجام بتواند خاطرهٔ فاجعه هوایی را در ذهن هواداران تورو مدفون کند. تورینو در دهه شصت سه بار در سال‌های ۶۸-۶۴-۱۹۶۳ به فینال کوپا ایتالیا رسید که فقط یک بار توانست در سال ۱۹۶۸ به مقام قهرمانی برسد. تورینو اندک اندک به سوی پیشرفت قدم برمی‌داشت که تراژدی دیگری رخ داد.
فاجعه این بار نه همه تیم بلکه یک ستاره را از هواداران تورینو گرفت ولی ستاره‌ای که تمام تورینو در پاهای او خلاصه می‌شد. جی جی مرونی اسطوره باشگاه تورینو که توسط هواداران این تیم تا حد خدا پرستیده می‌شد و برای تورینو همون چیزی بود که ریورا برای میلان و بعدها مارادونا برای ناپولی.
اهمیت مرونی به حدی بود که وقتی در تابستان ۱۹۶۷ رئیس تورینو، اورفئو پیانلی، پیشنهاد یوونتوس برای جذب ستاره خودش رو پذیرفت هواداران تورینو شروع به تظاهرات گسترده‌ای کردند و در اطراف خانه پیانلی، آشوب به پا کردند. حتی در کارخانه فیات، که توسط جیانی آنیلی مالک یووه اداره می‌شد، آشوب و اعتصاب گسترده‌ای به پا شد چرا که اکثر کارگران فیات هم طرفدار تورینو بودند، به‌هرحال این انتقال انجام نشد.
مرونی در تورینو ماند اما او نمی‌دانست که فقط می‌تواند ۴ بازی دیگر برای لا گراناتا انجام بدهد و چه سرنوشت شومی انتظارش رو می‌کشد. وقتی که مرونی به همراه پلوتی در حال جشن گرفتن پیروزی ۴–۲ خانگی مقابل سمپدوریا بودند، مرونی در حال عبور از خیابان با یک فیات ۱۲۴ کوپه تصادف کرد و به بیمارستان منتقل شد، اما چند روز بعد در بیمارستان درگذشت.
از بازی سرنوشت، راننده فیات جوانی ۱۹ ساله و طرفدار متعصب تورینو به نام آتلیو رومرو بود که مرونی رو می‌پرستید، پوسترهای مرونی روی دیوارهای اتاق پسرک بود و او حتی مدل موهایش رو از مرونی تقلید می‌کرد. دست بر قضا، ۳۳ سال بعد همین پسرک رئیس تورینو شد و لاگراناتا توسط کسی هدایت می‌شد که نماد باشگاه تورینو رو کشته بود.
مراسم تشییع جنازه مرونی در حضور ۲۰۰۰۰۰ نفر برگزارشد که یک رکورد محسوب می‌شود.

## ۸۰–۱۹۷۰

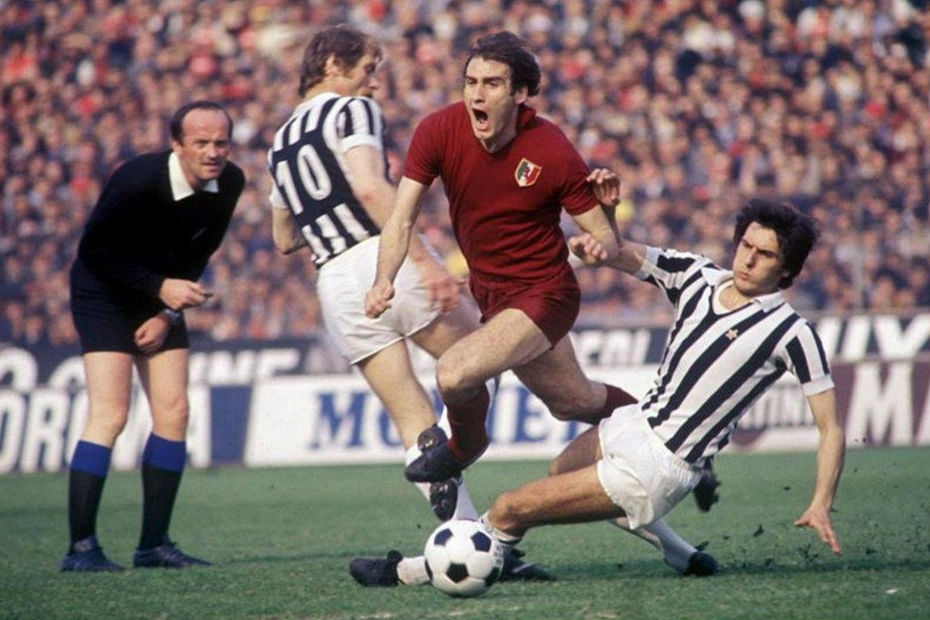
گراتسیانی در محاصره شیره‌آ و بنتی در جریان دربی دلا موله فصل ۱۹۷۶–۷۷

تورینو دهه هفتاد را با سومین قهرمانی کوپا ایتالیا در سال ۱۹۷۱ شروع کرد. شروعی که نوید تورینو قدرتمند گذشته را می‌داد و همین‌طور هم شد.
تقریباً ۲۷ سال پس از فاجعه سوپرگا تورینو توانست به یک قهرمانی دیگر در سری آ دست یابد. در فصل ۷۶–۱۹۷۵دوقلوهای گل یعنی پائولو پولیچی و فرانچسکو گراتزیانی توانستند پس از یک سال تلاش پایاپای و مهیج با یووه، تورینو را به مقام قهرمانی برسانند. یکی از بازیکنان مهم و کلیدی تورین در آن روزها رناتو زاکارلی بود. ریاست باشگاه به عهده «ارفئو پیانلی» بود و او با سرمایه‌گذاری فراوان اوضاع باشگاه را تا حدودی بهبود بخشید. رقابت پا به پای تورو و یووه تعریفی جدیدی از فوتبال ارائه کرد در این فصل تا هفته‌های پایانی یووه برتری نسبی نسبت به تورو داشتن اما شکست در مقابل پروجا ابتکار عمل را به تورو داد. آن‌ها هر چه می‌خواستند گل زدند و در نهایت قهرمان ایتالیا شدند.
سال بعد تورینو در لیگ قهرمانان اروپا شرکت کرد ولی با شکست مقابل مونشن گلادباخ حذف گردید؛ ولی رقابت بر سر قهرمانی در سری آ بین تورو و یووه تا دو سال بعد هم تکرار شد ولی هر دو سال را هم این یوونتوس بود که بالاتر تورینو قهرمان شود.
تورینو در این سال‌ها اغلب در جام یوفا شرکت می‌کرد ولی نتوانست از مرحله نیمه نهایی بالاتر برود.

## ۹۰–۱۹۸۰
ارغوانی‌ها در دهه هشتاد با اوج بدشانسی در فینال کوپا ایتالیا روبه رو شدند آن‌ها از چهار حضور در فینال نتوانستند قهرمانی به‌دست آورند.
تورینو در این دهه تنها در یک دوره مدعی قهرمانی بودند که در آنجا هم قافیه را به تیم ورونا باختند و دوم شدند.
در اواخر دهه هشتاد تورینو با ارائه بازی‌های ضعیف برای دومین بار در تاریخ باشگاه به سری ب سقوط کردند ولی این بار هم به مانند دفعه قبلی با قهرمانی در سری ب در همان سال اول به سری آ بازگشتند.

### ۱۹۹۰–۲۰۰۰
تورو این دهه را هم به مانند دهه هفتاد طوفانی شروع کرد. امیلیانو موند نیکو مربی جدید تیم با ایجاد چند تغییر تاکتیکی و فروش جیانلوئیجی لنتینی بزرگ که با تظاهرات و اعتراضات وسیع هواداران همراه شد ولی در نهایت با ۱۳ میلیون پوند راهی میلان شد و بزرگ‌ترین فروش تاریخ باشگاه هم به‌شمار می‌آید توانست حداقل کمی از خاطرات طلایی را زنده کند. گراناتا بالاتر از یوونتوس با کسب مقام پنجم جواز حضور در جام یوفا را به‌دست‌آورد. این اتفاق در فصل ۹۱–۱۹۹۰ رخ داد.
سال۱۹۹۲ اوج حضور تورینو در رقابت‌های اروپایی بود. در این فصل تورینو در اروپا توقف ناپذیر نشان می‌داد. آن‌ها به راحتی و با شکست تیم‌هایی هم چون رئال مادرید پا به فینال جام یوفا گذاشتند و رو در روی اژاکس قرار گرفتند. بازی رفت در تورینو با تساوی ۲بر۲ خاتمه یافت. تورو می‌خواست کار بزرگی صورت دهد اما خرگوش‌های امستردام جاذبه تدافعی بالاتری داشتند. تساوی بدون گل هلندی‌ها را به جام رساند.
ارغوانی‌ها در فصل ۹۳–۱۹۹۲ برای پنجمین بار کوپا ایتالیا را بالای سر بردند. بازی فینال در رم به یک درام واقعی تبدیل شد. رم ۳ پنالتی را از دست داد تا تورینوی فرصت طلب ضربه نهایی را وارد کند. این قهرمانی آتش تند انتقادها را که با رفتن لنتینی به میلان آغاز شده بود خاموش کرد. با این حال دوران فراموشی در حال شروع بود.
اما این شروع عالی ادامه نداشت تورو به دلیل وضعیت بد مالی بسیاری از بازیکنان خود را به تیم‌های بزرگ فروخت در نتیجه تیم ضیف شد و در سال ۱۹۹۶ برای سومین بار به سری ب سقوط کرد.
این سقوط وضعیت بد مالی تیم را بدتر کرد به‌طوری‌که تیم تا مرز ورشکستگی سقوط کرد؛ ولی ارغوانی‌ها برای اولین بار خوش شانس بودند چرا که هم برای سهام باشگاه و هم برای بازیکنان مطرح خود خریداران خوبی پیدا کنند.
آن‌هایی که به تازگی تماشای فوتبال را شروع کرده بودند تصور می‌کردند تورینو یک آسانسور یا در نهایت یک جان‌سخت برای فرار از سقوط است. اوضاع باشگاه در اواخر دهه نود این گونه بود. رسیدن به سری آ و باقی‌ماندن در آن آرزویی دست نیافتنی تلقی می‌شد؛ مثلاً در فصل ۹۹–۱۹۹۸ تورینو نتوانست در مرحله پلی اف سری ب از سد پروجا بگذرد.

## ۰۳–۲۰۰۰
قبل از آغاز فصل ۲۰۰۲–۲۰۰۱ تورو اکثر اوقات را در سری ب سپری می‌کرد اما یک اتفاق بی‌نظیر ثابت کرد هوادار بهتر از ثروت است.
پس از هفته پایانی این فصل و قطعی شدن قهرمانی تورینو در سری ب حدود نیم میلیون نفر از تیفوسی‌های این تیم یک بعدازظهر ژوئن داغ را رقم زدند. میدان‌ها جی جی مرونی و همچنین گورستان قربانیان سوپرگا مملو از تیفوسی‌هایی بود که هرگز هیچ باشگاهی نه قبل و نه بعد از این اتفاق به خود ندید. یک روزنامه‌نگار ایتالیایی فردای این جشن بزرگ از رخدادی تاریخی نوشت و وفاداری هواداران گراناتا را ستود.
تورینو با بازی مقابل پروجا حضور مجدد در سری آ را اعلام کرد. دربی‌های فصل ۰۳–۲۰۰۲ نیز به تاریخ پیوست. در بازی رفت ابتدا یووه با ۳ گل پیش افتاد اما در نیمه دوم تورو کار را به تساوی کشاند. در نهایت سالاس پنالتی خود را به هوا زد تا تساوی ارزشمند تو رو حفظ شود. دربی دور برگشت تا دقایق پایانی ۲ بر۱ به سود گاوهای وحشی تورینو در جریان بود اما انزو مارسکا گل تساوی یووه را به ثمر رساند و جالب اینکه پس از گل به تلافی حرکت مارکو فرانته مهاجم تورو انگشت خود را روی سرش گذاشت تا نشان دهد یک گاو وحشی است. تیفوسی‌های تورینو این کار او را تمسخر گرفتن سنت باشگاهشان دانستند. درگیری‌ها پس از پایان بازی که با حضور دوربین‌ها در رختکن همراه شد دشمنی بی پرده تیفوسی‌های دو تیم را نمایانگر ساخت.
تورو به افتخارات یووه غبطه می‌خورد و یووه به هواداران طرف مقابل و این یک واقعیت انکار نشدنی است. عجیب نیست هنوز پس از گذشت سال‌ها طرفداران قدیمی تورینو قبل از هر رویارویی با رقیب دیرینه از تعمد یووه در فاجعه هوایی سوپرگا سخن می‌گویند.
فصل ۰۴–۲۰۰۳ برای تورینو کابوس بار شروع شد تورینو ۶ بازی ابتدایی شکست خورد و در دربی با نتیجه ۴بر۰ به یووه باخت. نتایج بسیار بد تورینو در سراسر فصل ادامه پیدا کرد و تورو در تمام فصل در انتهای جدول بودند.
در همان سال در بازی تورینو و میلان که به شکست ۳ بر ۰ خانگی تورینو انجامید هواداران این تیم پس از بازی به علت کسب نتایج ضعیف در صدد آشوب برآمدند و به شدت با مأموران پلیس درگیر شدند به‌طوری در داخل و اطراف استادیوم دل آلپی آشوب و درگیری‌های بسیاری رخ داد.
فصل کابوس وار با شکست مقابل یووه در بازی برگشت و سقوط به سری ب به پایان رسید؛ و دردناک تر از انهم نوشتن پلاکاردی توسط هواداران یووه در بازی برگشت مبنی بر خوشامد گویی سری ب به تورینو.

### ۰۴–۲۰۰۳
هواداران تورینو اولین بازی این فصل را به دلیل کسب نتایج ضعیف در فصل پیش تحریم کردند. اما تورو فصل را خوب شروع کرد و به صدر جدول رسید ولی اندک اندک روبه افول گذاشت و در آخر دهم شد.

### ۰۵–۲۰۰۴
ارغوانی‌ها این فصل را به امید صعود به سری آ صعود کردند. آن‌ها در این فصل رقابت تنگاتنگی با جنوا –امپولی و پروجا برای صعود داشتند ولی در نهایت سوم شدند و به پلی اف رفتند و در آنجا با غلبه بر اسکولی و پروجا به سری ا صعود کردند. اما در تابستان ۲۰۰۶ فدراسیون فوتبال ایتالیا به علت اینکه وضع مالی تورینو برای ثبت نام در سری آ کافی نیست آن‌ها را دوباره به سری ب بازگرداند. هواداران تورینو به تظاهرات خیابانی پرداختند وبا پلیس شهر تورین به شدت درگیر شدند.
در نهایت مدیر عامل این تیم آتلیو رومرو (کسی که باعث مرگ جی جی مرونی شده بود و در نزد هواداران مسئول سقوط تورینو به سری ب بود) از سمت خود استعفا داد و «اوربانو کایرو» باشگاه تورینو را خریداری کرد.

### ۰۶–۲۰۰۵
کایرو در تابستان ۲۰۰۶ با تیمی روبه رو بود که هیچ بازیکنی نداشت و اغلب بازیکنان به سری آ کوچ کرده بودند. کایرو شروع به خریداری بازیکن از تیم‌های سری آ و ب کرد و تیمی متحد زیر نظر "جووانی ده بیازی "را روانه مسابقات سری ب کرد. آن‌ها در ان فصل موفق شدند به مقام سوم برسند و در مرحله پلی اف با غلبه بر چزنا و مانتوا پس از سه سال به سری آ صعود کردند.

### ۰۷–۲۰۰۶
این فصل با افتتاح استادیوم خانگی تورینو یعنی المپیکو تورین با بازی مابین تورینو و پارما آغاز شد. این فصل تنها فصلی بود که یوونتوس در سری آ حضور نداشت ولی تورینو در لیگ به رقابت با سایر تیم‌ها می‌پرداخت. ارغوانی‌ها در سراسر فصل دارای فراز و نشیب‌های زیادی بودند. آن‌ها فصل را با مربی‌گری ده بیازی شروع کردند ولی باخت مقابل کروتونه در جام حذفی به اخراج او انجامید و و البرتو زاکه رونی جای او را گرفت ولی او هم در تورینو دوام نداشت و جای خود را به ده بیازی داد.. جشن ۱۰۰ سالگی باشگاه نیز در دسامبر ۲۰۰۸ با شکوه بسیار در المپیکو تورین برگزار شد. در نهایت تورو با برد رم در استادیوم المپیکو رم و با کسب۴۰امتیاز در سری آ باقی‌ماند.

### ۰۸–۲۰۰۷
رئیس باشگاه تورینو در این فصل تصمیم گرفت در تیم انقلابی را ایجاد کند وبرای این منظور «والتر نوولینو» مربی موفق سمپدوریا را به تورین آورد. نوولینو با آوردن رکوبا – ونتولا- دی میکله وچند بازیکن دیگر قصد داشت به ارزوهای تورینو رنگ واقعیت ببخشد ولی از انجام این کار برنیامد.. نوولینو تا بازی رفت مقابل یووه نتایج نسبتاً خوبی گرفت اما باخت ۱بر۰ مقابل یوونتوس با گل دقیقه ۹۴ ترزگه و باخت‌های بعدی به اخراج او و بازگشت چند باره ده بیازی منجر شد. ده بیازی دوباره مأموریت خود که باقی‌ماندن ارغوانی‌ها در سری آ بود را با موفقیت به پایان رساند. تورو مانند سال پیش با ۴۰امتیاز پانزده شد و در لیگ باقی‌ماند.

### ۰۹–۲۰۰۸
گراناتا فصل را با خرید بیانکی ار منچستر سیتی وبا مربیگری ده بیازی شروع کرد اما با کسب نتایج ضعیف ده بیازی برای چهارمین سال پیاپی از تورینو اخراج شد وجای خود را به واتر نوولینو داد. اما باخت دوباره نوولینو به یووه دوباره باعث اخراج او از تورینو شد وجای خود را به «جوانکارو کاملزه» داد؛ ولی نتایج ضیف تورینو ادامه یافت و تورینو با کسب ۳۴ امتیاز وبا حضور در مکان هجدهم لیگ پس از سه سال به سری ب سقوط کرد.

### ۱۰–۲۰۰۹
ارغوانی‌ها فصل را با جدایی الکساندرو روزینا بهترین گلزن پنج سال اخیرشان شروع کردند. سرمربیگری ارغوانی‌ها در این فصل به عهده استفانو کلوتونو بود که در نیم فصل به ماریو برتا سپرده شد؛ ولی برتا با کسب نتایج ضعیف برکنار شد و دوباره کلوتونو به کار خود بازگشت.

## افتخارات
سری آ ایتالیا: ۷ قهرمانی
جام حذفی ایتالیا: ۵ قهرمانی
سوپر جام ایتالیا: ۱ نایب قهرمانی

لیگ اروپا: ۱ نایب قهرمانی 

## بازیکنان مشهور
- چیرو ایموبیله
- آلسیو چرچی
- سیمونه زازا
- آنجلو اوگبونا
- سالواتوره سیریگو
- آندره‌آ بلوتی